# Rora Habab
Rora Habab är ett bergsområde i nordvästra Eritrea, i regionen Anseba, med en befolkning som består av nomader från Tigre-folket. I området har det hittats grottmålningar från mesolitikum (en del av stenåldern).